# سنجاب کوهی کوپر
سنجاب کوهی کوپر (نام علمی: Paraxerus cooperi) نام یک گونه از سرده سنجاب بوته‌ای آفریقایی است.